# Liste der Staatsoberhäupter 136
Übersicht
◄◄ | ◄ | 132 | 133 | 134 | 135 | Liste der Staatsoberhäupter 136 | 137 | 138 | 139 | 140 | ► | ►►

Weitere Ereignisse

## Afrika
- Aksumitisches Reich
  - König: s. Aksumitisches Reich

- Römisches Reich
  - Provincia Romana Aegyptus
    - Präfekt: Marcus Petronius Mamertinus (133–137)

## Asien
- Armenien
  - König: Vologaeses I. (117–137)

- Charakene
  - König: Meredates (131–150/151)

- China
  - Kaiser: Han Shundi (125–144)

- Iberien (Kartlien)
  - König: Parsmen II. (135–185)

- Indien
  - Shatavahana
    - König: Vashishtiputra Pulumāyi II. (130–158)

- Japan (Legendäre Kaiser)
  - Kaiser: Seimu (131–191)

- Korea
  - Baekje
    - König: Gaeru (128–166)

  - Gaya
    - König: Suro (42–199?)

  - Silla
    - König: Ilseong (134–154)

- Kuschana
  - König: Vasischka (127–140)

- Osrhoene
  - König: Ma'nu VII. (123–139)

- Partherreich
  - Schah (Großkönig): Vologaeses III. (128–147)
  - nur im Osten regierend: Mithridates V. (128–147)

## Europa
- Bosporanisches Reich
  - König: Rhoimetalkes (132/133–153/154)

- Römisches Reich
  - Kaiser: Hadrian (117–138)
    - Konsul: Lucius Aelius Caesar (136)
    - Konsul: Sextus Vettulenus Civica Pompeianus (136)

  - Provincia Romana Britannia
    - Legat: Tiberius Claudius Quartinus (136–138)